# OQGRAPH
OQGRAPH, che sta per OpenQueryGRAPH, è uno storage engine per MySQL e i suoi fork, creato dalla società di consulenze OpenQuery, e in particolare dal suo fondatore Arjen Lentz. È distribuito (e installabile con un comando SQL) in MariaDB e compatibile con Drizzle.
OQGRAPH è uno storage engine solo da un punto di vista tecnico, o formale. In realtà il suo scopo è permettere all'utente di navigare i dati contenuti in una tabella (creata con altri storage engine, come InnoDB o MyISAM) come si navigano i nodi di un grafo orientato o di un albero. Questa famiglia di operazioni sono piuttosto difficili da ottenere in SQL.
La licenza è la GNU GPL versione 2.

## Le tabelle OQGRAPH
Le tabelle OQGRAPH devono avere tutte la stessa struttura:
```
CREATE
 
TABLE
 
db
.
tblname
 
(

    
latch
   
SMALLINT
  
UNSIGNED
 
NULL
,

    
origid
  
BIGINT
    
UNSIGNED
 
NULL
,

    
destid
  
BIGINT
    
UNSIGNED
 
NULL
,

    
weight
  
DOUBLE
    
NULL
,

    
seq
     
BIGINT
    
UNSIGNED
 
NULL
,

    
linkid
  
BIGINT
    
UNSIGNED
 
NULL
,

    
KEY
 
(
latch
,
 
origid
,
 
destid
)
 
USING
 
HASH
,

    
KEY
 
(
latch
,
 
destid
,
 
origid
)
 
USING
 
HASH

  
)
 
ENGINE
=
OQGRAPH
;

```

Ogni record di questa tabella rappresenta un arco, un collegamento con direzione tra due nodi. Ad ogni colonna è associato un significato speciale:
- origid - Il nodo di origine.
- destid - Il nodo di destinazione.
- weight - Il peso del collegamento.
- latch - Utilizzato dalle SELECT per specificare quali informazioni si desiderano.

Le altre colonne sono utilizzate internamente.

### Modifica dei dati
Le colonne che possono essere modificate direttamente, tramite INSERT, UPDATE e REPLACE, sono origid, destid e weight. Se non si dà importanza al peso, è sufficiente valorizzare origid e destid.

### Lettura dei dati
La colonna latch viene invece nominata nella clausola WHERE per far sapere allo storage engine che tipo di informazioni deve restituire. Segue l'elenco dei "comandi" che possono essere usati.

#### Latch = NULL
Lo stesso effetto si ottiene omettendo completamente latch. In questo modo si ottengono i limiti del grafo nelle colonne origid e destid.

#### Latch = 0
In linkid vengono restituiti gli id dei vertici.

#### Latch = 0 AND origid = N
In linkid vengono restituiti gli id dei vertici. In weight viene restituito il peso dei limiti.

#### Latch = 0 AND destid = N
In linkid vengono restituiti gli id dei vertici. In weight viene restituito il peso dei limiti.

#### Latch = 1
Ricerca con l'algoritmo del percorso più breve.

#### Latch = 2
Ricerca con l'algoritmo beadth-first.